# Антонін Кінський (футболіст, 2003)
Антоні́н Кі́нський (чеськ. Antonín Kinský; нар. 13 березня 2003, Прага) — чеський футболіст, воротар англійського клубу «Тоттенгем Готспур».

## Клубна кар'єра

### «Дукла»
Почав футбольну кар'єру в академії «Темпо Прага» і потім перейшов у «Богеміанс 1905». 2018 року у віці 15 років приєднався до системи празької «Дукли». 14 липня 2020 року дебютував в основному складі «Дукли» в матчі Футбольної національної ліги проти «Тржинеця».

### «Славія»
28 липня 2021 року підписав чотирирічний контракт із празькою «Славією». Одразу після переходу почав виступати за резервну команду клубу, за яку дебютував 22 серпня в поєдинку проти «Пржибрама Б». 22 вересня 2021 року дебютував в основному складі «Славії» в матчі Кубка Чехії проти «Слована» (Вельвари). Всього у своєму дебютному сезоні провів 9 зустрічей за дублючий склад.
1 лютого 2022 року на правах оренди перейшов у «Вишков» до кінця сезону 2022–23. 5 березня 2022 року в матчі проти «Опави» дебютував за клуб. Всього за час оренди провів 13 зустрічей. 14 липня 2022 року залишився в оренді у «Вишкові» до кінця року, яка в лютому 2023 року була продовжена до кінця сезону 2022–23. Загаолом провів за час оренди 47 матчів у всіх турнірах за «Вишков».
19 липня 2023 року відправився в сезонну оренду в клуб Першої ліги «Пардубиці». 22 липня дебютував за «Пардубиці» в матчі Першої ліги проти «Богеміанс 1905». Всього за час оренди провів 18 поєдинків за клуб.
Влітку 2024 року повернувся з оренди в «Славію», а 26 липня продовжив контракт з клубом до грудня 2026 року. 7 серпня 2024 року в матчі кваліфікації Ліги чемпіонів УЄФА проти бельгійського «Юніона» дебютував у єврокубках. В першій частині сезону 2024–25 провів 29 поєдинків за «Славію», зігравши з них 14 «сухих» матчів.

### «Тоттенгем Готспур»
5 січня 2025 року перейшов в англійський клуб «Тоттенгем Готспур», уклавши шестирічний контракт. Сума трансферу становила 12,5 млн фунтів стерлінгів. 8 січня 2025 року дебютував за нову команду в матчі півфіналу Кубка англійської ліги проти «Ліверпуля». 15 січня в поєдинку проти лондонського «Арсенала» дебютував в англійській Прем'єр-лізі.
В березні 2025 року став володарем нагороди «Талант року в Чехії» (2024).

## Кар'єра в збірній
Виступав за збірні Чехії до 15, до 16, до 17 і до 19, до 20 і до 21 року.
4 жовтня 2024 року вперше викликаний до збірної Чехії головним тренером Іваном Гашеком для участі в матчах Ліги націй УЄФА проти збірних Албанії та України.

## Особисте життя
Син чеського футболіста, воротаря Антоніна Кінського, відомого виступами за ліберецький «Слован» та збірну Чехії.

## Статистика виступів
Станом на 16 травня 2025 
| Клуб              | Сезон        | Чемпіонат        | Чемпіонат | Чемпіонат | Кубок | Кубок | Кубок ліги | Кубок ліги | Єврокубки | Єврокубки | Інші  | Інші | Всього | Всього |
| Клуб              | Сезон        | Дивізіон         | Матчі     | Голи      | Матчі | Голи  | Матчі      | Голи       | Матчі     | Голи      | Матчі | Голи | Матчі  | Голи   |
| ----------------- | ------------ | ---------------- | --------- | --------- | ----- | ----- | ---------- | ---------- | --------- | --------- | ----- | ---- | ------ | ------ |
| Дукла             | 2019–20      | Національна ліга | 1         | −1        | 0     | 0     | —          | —          | —         | —         | —     | —    | 1      | −1     |
| Дукла             | 2020–21      | Національна ліга | 5         | −7        | 1     | 0     | —          | —          | —         | —         | —     | —    | 6      | −7     |
| Дукла             | Всього       | Всього           | 6         | −8        | 1     | 0     | —          | —          | —         | —         | —     | —    | 7      | −8     |
| Славія            | 2021–22      | Перша ліга       | 0         | 0         | 1     | −2    | —          | —          | 0         | 0         | —     | —    | 1      | −2     |
| Славія            | 2024–25      | Перша ліга       | 19        | −7        | 0     | 0     | —          | —          | 10        | −11       | —     | —    | 29     | −18    |
| Славія            | Всього       | Всього           | 19        | −7        | 1     | −2    | —          | —          | 10        | −11       | —     | —    | 30     | −20    |
| → Вишков          | 2021–22      | Національна ліга | 13        | −14       | 0     | 0     | —          | —          | —         | —         | —     | —    | 13     | −14    |
| → Вишков          | 2022–23      | Національна ліга | 30        | −29       | 2     | −4    | —          | —          | —         | —         | 2     | −1   | 34     | −34    |
| → Вишков          | Всього       | Всього           | 43        | −43       | 2     | −4    | —          | —          | —         | —         | 2     | −1   | 47     | −48    |
| → Пардубиці       | 2023–24      | Перша ліга       | 18        | −19       | 0     | 0     | —          | —          | —         | —         | —     | —    | 18     | −19    |
| Тоттенгем Готспур | 2024–25      | Прем'єр-ліга     | 6         | −11       | 2     | −2    | 2          | −4         | 0         | 0         | —     | —    | 10     | −17    |
| Тоттенгем Готспур | 2025–26      | Прем'єр-ліга     | 0         | 0         | 0     | 0     | 0          | 0          | 0         | 0         | 0     | 0    | 0      | 0      |
| Тоттенгем Готспур | Всього       | Всього           | 6         | −11       | 2     | −2    | 2          | −4         | 0         | 0         | 0     | 0    | 10     | −17    |
| Career total      | Career total | Career total     | 92        | −88       | 6     | −8    | 2          | −4         | 10        | −11       | 2     | −1   | 112    | −112   |

1. ↑  4 матчі і 4 пропущені голи в Лізі чемпіонів УЄФА, 6 матчів і 7 пропущених голів у Лізі Європи УЄФА
2. ↑  Матчі в плей-оф підвищення

## Досягнення
«Тоттенгем Готспур»
- Переможець Ліги Європи УЄФА: 2024–25[25]

Особисті
- Талант року в Чехії (2024)[26]